# Okrug McKinley, Novi Meksiko
| McKinley                                                   |                               |
| Zemljovid Novog Meksika s označenim okrugom McKinleyjem.   |                               |
| Zemljovid SAD s označenom saveznom državom Novim Meksikom. |                               |
| Osnovan:                                                   | 1. siječnja 1901.             |
| Sjedište:                                                  | Gallup                        |
| Najveće naselje:                                           | Gallup                        |
| Površina:                                                  | 14.128 km2                    |
| Br. stanovnika (2010.):                                    | 71.492                        |
| Kongresni okrug:                                           | 2., 3.                        |
| Vremenska zona:                                            | Stjenjačko vrijeme: UTC-7/-6  |
| Službene stranice:                                         | http://www.co.mckinley.nm.us/ |

McKinley je okrug u američkoj saveznoj državi Novom Meksiku.
Jedan je od najsiromašnijih okruga SAD.
McKinley je jedini od 38 okruga u SAD gdje jezik kojim se staovnici najviše sporazumijevaju nije engleski i jedan od samo triju gdje to nije niti engleski niti španjolski. 45,75% stanovnika govore navaho jezik, slijede govornici engleskog s 38,87%, zuñi s 9,03% i španjolski s 5,72%.

## Stanovništvo
Prema popisu stanovništva 2010., stanovnici su 15,2% bijelci, 0,5% "crnci ili afroamerikanci", 75,5% "američki Indijanci i aljaskanski domorodci", 0,8% Azijci, 0,0% Havajci ili tihooceanski otočani, 3,1% dviju ili više rasa, 4,6% ostalih rasa. Hispanoamerikanaca i Latinoamerikanaca svih rasa bilo je 13,3%.

## Vanjske poveznice
- Postal History Poštanski uredi u okrugu McKinleyju, Novi Meksiko